# Листья жёлтые
Листья жёлтые над городом кружатся (латыш. Par pēdējo lapu; в переводе на русский О последнем листе) — песня на латышском языке, написанная в 1968 году специально под музыку Раймонда Паулса. Исполнялась на русском и латышском языке. Автор слов Я. Петерс, на русском И. Шаферан. Первыми исполнителями были Маргарита Вилцане и Ойяр Гринбергс.
В 1977 году песня «Par pēdējo lapu» в исполнение Норы Бумбиере стала лауреатом песни года опроса Латвийского радио на станции «Mikrofons».
В 1997 году песня была исполнена Дмитрием Маликовым и Анжеликой Варум специально для телемюзикла «Старые песни о главном 3».
Р. Паулс об истории создания песни писал:
Музыкальная редакция Всесоюзного радио в Москве в то время активно занималась поиском талантов по всему Союзу. Однажды меня попросили прислать записи своих песен. Особенно им понравился наш "Последний лист", и у меня попросили разрешения перевести его на русский язык. Я не возражал, хотя и не рассчитывал на большой успех. На основе подстрочного перевода поэт Игорь Шаферан написал хорошие стихи. Так родилась песня "Листья жёлтые". Когда в 1975 году она прозвучала в эфире на русском языке, это был взрыв. Она стала визитной карточкой – моей и Латвии: "Листья жёлтые над городом кружатся". Она зазвучала повсюду. Мой знакомый, квартира которого примыкала к ресторану, однажды пожаловался:

– Твои "Листья" вчера 49 раз на бис исполнили! Я готов был тебя убить.